# Chýnov
Chýnov är en stad i Tjeckien.   Den ligger i regionen Södra Böhmen, i den centrala delen av landet, 80 km söder om huvudstaden Prag. Chýnov ligger 484 meter över havet och antalet invånare är 2 121.
Terrängen runt Chýnov är huvudsakligen platt, men norrut är den kuperad. Runt Chýnov är det ganska glesbefolkat, med 24 invånare per kvadratkilometer. Närmaste större samhälle är Tábor, 11,1 km väster om Chýnov. Omgivningarna runt Chýnov är en mosaik av jordbruksmark och naturlig växtlighet.